# 女の一生 (2016年の映画)
『女の一生』（おんなのいっしょう、英語: A Women's Life、フランス語: Une vie）は、2016年のフランス・ベルギー合作のドラマ映画。監督はステファヌ・ブリゼ、主演はジュディット・シュムラ、原作はギ・ド・モーパッサンの『女の一生』。
第73回ヴェネツィア国際映画祭で金獅子賞を競うコンペティションにノミネートされ、FIPRESCI賞を受賞した。2016年のルイ・デリュック賞では作品賞を受賞した。

## キャスト
- ジャンヌ: ジュディット・シュムラ
- ジャンヌの父: ジャン＝ピエール・ダルッサン
- ジャンヌの母: ヨランド・モロー
- ジュリアン: スワン・アルロー
- ロザリ: ニナ・ミュリス（英語版）
- ポール: フィネガン・オールドフィールド（英語版）
- ギルバート: クロティルド・エスム

## 製作
撮影はノルマンディーで2015年8月24日から行われた。

## 受賞
| 賞                           | カテゴリー     | 対象                     | 結果       |
| ---------------------------- | -------------- | ------------------------ | ---------- |
| 第42回セザール賞             | 主演女優賞     | ジュディット・シュムラ   | ノミネート |
| 第42回セザール賞             | 衣装デザイン賞 | マデリーン・フォンテーヌ | ノミネート |
| ルイ・デリュック賞           | 作品賞         |                          | 受賞       |
| 第8回マグリット賞            | 助演女優賞     | ヨランド・モロー         | ノミネート |
| 第22回リュミエール賞         | 作品賞         |                          | ノミネート |
| 第22回リュミエール賞         | 監督賞         | ステファヌ・ブリゼ       | ノミネート |
| 第22回リュミエール賞         | 主演女優賞     | ジュディット・シュムラ   | ノミネート |
| 第22回リュミエール賞         | 撮影賞         | アントワーヌ・エベルレ   | ノミネート |
| 第73回ヴェネツィア国際映画祭 | FIPRESCI賞     |                          | 受賞       |
| 第73回ヴェネツィア国際映画祭 | 金獅子賞       |                          | ノミネート |